# Ius est ars boni et aequi
Ius est ars boni et aequi: il diritto è l'arte di ciò che è buono ed equo (Celso, II secolo d.C.). Tale espressione esprimeva  l'aspirazione del ius verso valori morali ed etici, l'importanza della morale nel diritto romano, espressa anche nell'altra locuzione "Honeste vivere, neminem laedere, suum cuique tribuere".